# مراش (اسم)
مراش هو اسم علم مذكر من أصل عربي، ومعناه هو الكساب الموفق في التجارة.

## وصلات خارجية
- موسوعة السلطان قابوس لأسماء العرب